# De laatste farao
De laatste farao is een stripalbum buiten reeks van de Belgische serie Blake en Mortimer, bedacht door Edgar P. Jacobs. Het verhaal werd geschreven door Jaco van Dormael en Thomas Gunzig, getekend door François Schuiten en ingekleurd door Laurent Durieux. Het is een hommage aan het werk van Jacobs.
Het verhaal speelt grotendeels in Brussel. Volgens aantekeningen van Jacobs speelde hij al met het idee om daar een verhaal te laten afspelen. In de jaren vijftig mocht er van de uitgever eigenlijk niets Belgisch in de strip worden verwerkt, omdat de markt vooral Frankrijk was.
Schuiten werkte vier jaar aan het album, zijn laatste strip. Aangezien dit een 'buiten reeks'-album in de serie is, mocht Schuiten er zijn eigen interpretatie aan geven en tekende het verhaal in een realistische stijl in plaats van de Klare lijn-stijl van Jacobs. 

## Verhaal
Het verhaal ligt in het verlengde van Het Mysterie van de Grote Piramide, waar op het eind van het avontuur sjeik Abdel Razek alle herinneringen wiste die Blake en Mortimer hadden aan de schatten van farao Aknathon in de geheime kamer onder de Piramide van Cheops. 
Het verhaal van De laatste farao speelt in de jaren tachtig van de 20e eeuw. Mortimer is door zijn vriend Henri uitgenodigd in het Justitiepaleis van Brussel, waar het kantoor van architect Joseph Poelaert bij toeval is ontdekt. Er is daar sprake van een grote hoeveelheid elektromagnetische straling en allerlei verwijzingen naar het Oude Egypte. Henri breekt een muur open waarop Seth staat afgebeeld, waarna een enorm licht verschijnt door het gemaakte gat. Henri gaat naar binnen waarna de muur instort en de doorgang wordt geblokkeerd. De lichtstralen schijnen echter wel steeds verder en leggen alle elektronica stil. Bij mensen veroorzaakt de straling nachtmerries, waar ook Mortimer een slachtoffer van is. Om de straling in te perken, bouwt Mortimer een enorme kooi van Faraday om het justitiepaleis heen. Brussel zelf wordt vervolgens opgegeven door de Verenigde Naties: iedereen moet de stad verlaten en er wordt een wal omheen gebouwd. Vele jaren later heeft de natuur de stad weer ingenomen. Af en toe ontsnapt een stralingsgolf en veroorzaakt black-outs in de wereld. Dit beangstigt iedereen en als oplossing besluit men om kernraketten op het justitiepaleis te gooien. Mortimer vreest echter het China Syndrome, een kettingreactie die de wereld zal vernietigen. Met de hulp van Blake wordt hij gedropt boven Brussel, waar hij ontdekt dat seismologische activiteit de stad compleet heeft veranderd. Doordat hij ook weer dichterbij de stralingsbron is, wordt hij weer meer geplaagd door nachtmerries waarin hij door Egyptische figuren wordt aangevallen. In de stad blijken nog mensen te wonen; zij hebben een samenleving opgebouwd zonder elektrische apparaten. Mortimer leert Lisa kennen die hem helpt zijn nachtmerries onder controle te krijgen en hem vervolgens door de wildernis, die Brussel is geworden, naar het justitiepaleis begeleidt. Eenmaal daar ontdekt Mortimer dat Henri in leven is gebleven. Deze toont Mortimer de constructie onder het paleis: daar ziet Mortimer een omgekeerde piramide en een enorm meer met een ecosysteem uit het Carboon. Henri vertelt dat de architect Poelaert lid van een broederschap was die waakte over deze plek. Egyptische wijzen beperkten met piramides de kracht van de aardmagnetische stralen die als netwerken over de hele wereld voorkomen. Brussel was volgens hen de plek waar al die netwerken samenkomen. Zij bouwden deze omgekeerde piramide om de krachten daar te beteugelen, maar de Egyptische dynastieën vervielen voordat het werk afgemaakt kon worden. Poelaert wist het mechanisme af te bouwen, zodat de laatste farao het mechanisme kon opstarten mocht het ooit nodig zijn. Daarmee zou dan alle negatieve energie vrijkomen. Henri wil niet dat Mortimer het mechanisme probeert te activeren, maar Mortimer weet een gevecht tussen hen beiden te winnen. In de koepel activeert Mortimer een hydraulisch systeem, waardoor uiteindelijk een kluis tevoorschijn komt. Henri valt vervolgens Mortimer weer aan, maar door de tussenkomst van Lisa overleeft Mortimer deze aanval. Lisa blijkt de dochter van sjeik Abdel Razek en vertelt hem dat haar vader hem de code heeft gegeven en dat die verstopt zit in zijn dromen. Mortimer is hiermee de laatste farao. Met hulp van Lisa vindt Mortimer de code en activeert de piramide. Een enorme zuil van licht straalt uit het justitiepaleis en verspreidt zich vervolgens over de aarde. Alle motoren en elektrische systemen vallen uit, ook die in de kernraketten die net waren afgevuurd, ondanks pogingen van Blake om dit te voorkomen. De kernraketten belanden zonder slachtoffers te maken in de Noordzee. De totale black-out lijkt onherstelbaar en geeft de wereld daarmee een tweede kans.

## Waardering
Het verhaal wordt beschouwd als 'vintage Jacobs', vol details en liefde voor SF, wetenschap en scenografie, maar daarnaast ook een echte Schuiten, een positief verhaal waar een ouder hoofdpersonage wordt bijgestaan door een klassieke schoonheid tijdens een wonderbaarlijke reis.
Inkleurder Durieux liet zijn inspireren door de strip De Valstrik en gebruikte de zeventig tinten die hier in voorkwamen als uitgangspunt om een retro-sfeer te creëren. De sfeer, diepte en warmte die hiermee werd bereikt, wordt bejubeld. Terwijl het tekenwerk en de sfeer goed bevielen, noemen sommige recensies het verhaal het minst sterke punt van het album, onder meer door slordigheden in de tijdlijn.

## Albums
Het verhaal werd uitgebracht als eenmalige uitgave in oblong hardcover-formaat in een oplage van 1.000 exemplaren en in een softcover met flappen in een oplage van 30.000 exemplaren. In het Frans betrof het oplages van respectievelijk 8.000 en 250.000 exemplaren.
Iets later kwam er een herdruk uit, een genummerde hardcover met ex-libris, uitgegeven door uitgeverij Blloan.
| Jaar | Omschrijving            | Aantal pagina's | Uitgever                    | Oplage | ISBN              |
| ---- | ----------------------- | --------------- | --------------------------- | ------ | ----------------- |
| 2019 | oblong hardcover        | 176             | Uitgeverij Blake & Mortimer | 1.000  | 978-90-6737-092-9 |
| 2019 | softcover met flappen   | 92              | Uitgeverij Blake & Mortimer | 30.000 | 978-90-6737-091-2 |
| 2019 | hardcover met ex-libris | 104             | Blloan                      | 1.600  | 978-94-6210-712-0 |